# Атенчук Лідія Миколаївна
Атенчу́к Лі́дія Микола́ївна (з дому — Майорова; 10 серпня 1933, м. Маріуполь, нині Донецької області) — солістка-вокалістка (сопрано). Грамоти Президії ВР, Міністерства культури УРСР та інші нагороди.

## Життєпис
Закінчила музичне училище у м. Ленінград (1956, нині Санкт-Петербурґ, РФ), Львівську консерваторію (1961, нині національна музична академія).
Працювала солісткою в обласних філармоніях міст Чернігів (1962—1965), Івано-Франківськ (1965—1968), Тернопіль (1968—1989).
Виконавиця сольних партій у «Реквіємі» В.-А. Моцарта; в операх: «Іоланта», «Євгеній Онєгін», «Пікова дама» (усі — Петра Чайковсько), «Чіо-Чіо-Сан» Дж. Пуччіні; кантатах «Радуйся, ниво неполитая» Микола Лисенка та кантаті «Самсон» Й. Гайдна; романсів українських і російських композиторів.